# Зонд 3
Зонд 3 е космическа сонда от съветската програма Зонд и е първият кораб от типа Зонд, който успешно е завършил мисията си (прелитане покрай Луната) и прави няколко много добри за своето време снимки. Вярва се, че Зонд 3 първоначално е бил проектиран като придружаващ космически кораб на Зонд 2 и да бъде изстрелян към Марс през 1964 г. Възможността за изстрелване била пропусната и космическия кораб бил изстрелян в траектория към Марс, макар че Марс не бил вече достижим, както по време на тестовете на кораба.

## Дизайн на кораба
Дизайна на кораба бил подобен на този на Зонд 2, в допълнение към уредите за заснемане, носел магнитометър, ултравиолетов (0,25 до 0,35 микрометра и 0,19 до 0,27 микрометра) и инфрачервен (3 до 4 микрометра) спектрографи, сензори за радиация, радиотелескопи и микрометеоритен инструмент. Имал също и експериментален йонен двигател.

## Мисия
Кораба Марс 3MV-4A е бил изстрелян от Туажели Спутник (65-056B) земна орбитираща платформа направо към Луната и междупланетното пространство. Кораба бил екипира с f/106 mm камера и телевизионна система, която осигурявала непрекъснато заснимане по време на полет. На 20 юли прелита около Луната приблизително 33 часа след изстрелването при най-близко доближаване на 9200 km. Заснети са 26 снимки с много добро качество от обратната страна на Луната ог дистанция от 11 570 до 9960 km за период от 68 минути. Снимките покриват 19 000 000 km2 от лунната повърхност. Фото трансмисиите чрез фотоелеграма били върнати на Земята от дистанция 2 200 000 km и били отново изпратени от дистанция 31 500 000 km (някои сигнали били изпратени от разстояние от орбитата на Марс), по такъв начин се доказвала стабилността на комуникационната система. След прелитането покрай Луната, Зонд 3 продължил да изследва космоса в хелиоцентрична орбита.